# Marienmünster
Marienmünster – miasto w Niemczech, w kraju związkowym Nadrenia Północna-Westfalia, w rejencji Detmold, w powiecie Höxter. Według danych na rok 2010 liczy 5 289 mieszkańców.

## Współpraca
Miejscowość partnerska:
- Schönewalde, Brandenburgia